# Kristian Vetter

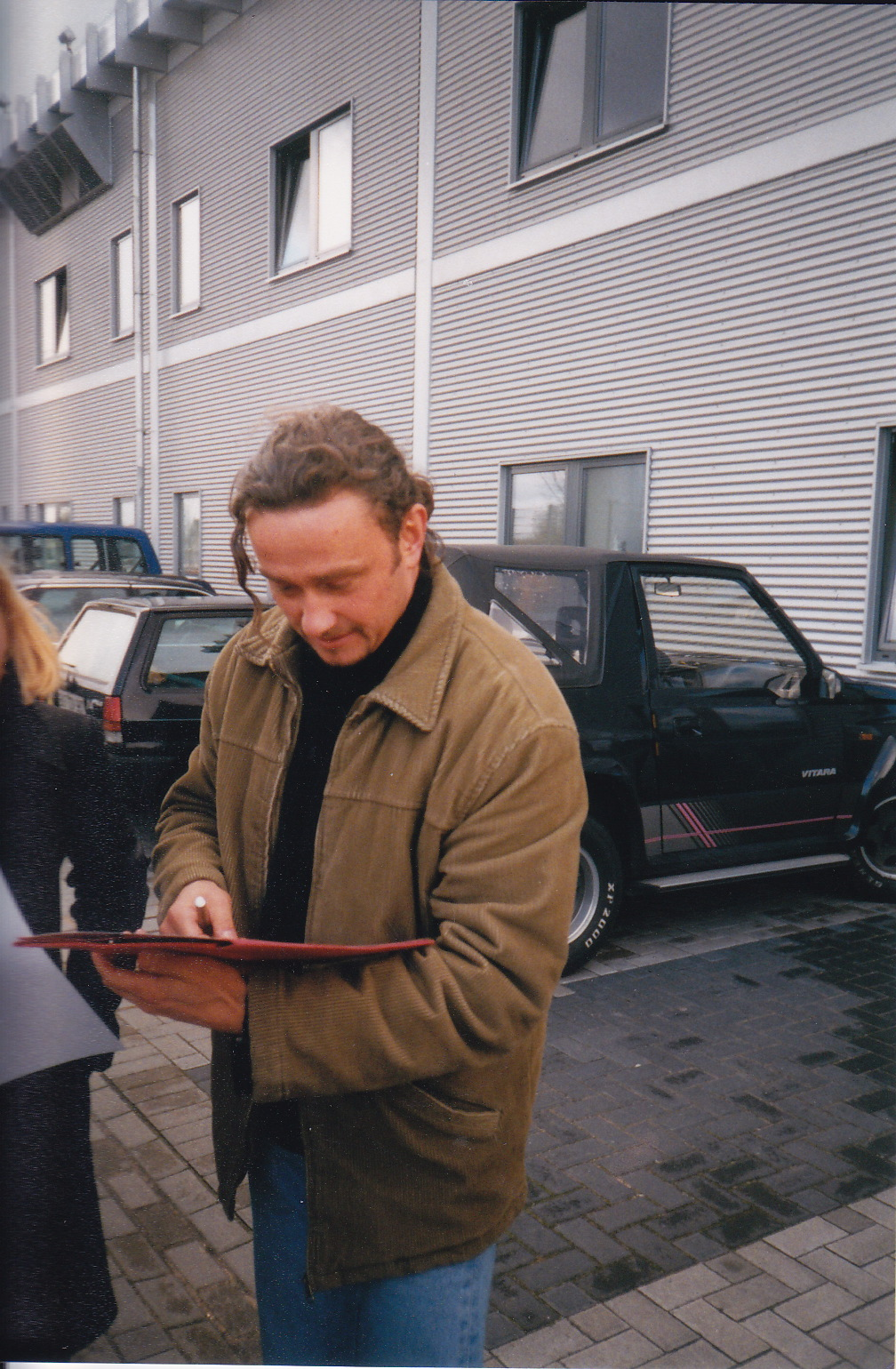
Kristian Vetter (2000)

Kristian Korsholm Vetter (* 17. Juli 1964 in Dänemark) ist ein dänischer Musicaldarsteller, Komponist und Kulturmanager. Er wohnt in Dänemark und beherrscht fünf Sprachen.

## Leben
Vetter, ursprünglich Rock-Baritenor, erfuhr seine Musical-Ausbildung bei Ian Adam in London, im Camera Acting Centrum in Köln und bei Michael Mills an der Folkwang Hochschule in Essen. Am Musiktheater Aarhus hatte er als ‚Arbiter‘ im Musical Chess eine Hauptrolle. Danach agierte er mit Kasper Holmboe in Kopenhagen als ‚Thuy‘ in Miss Saigon sowie in Atlantis. 1999 kam er nach Duisburg in Deutschland und spielte den ‚Jean Valjean‘ und auch den ‚Thénardier‘ im Musical Les Miserables. Auch war er dort in Tabaluga & Lilli von Peter Maffay zu sehen. Nach weiteren Engagements (Jesus Christ Superstar in Tecklenburg; Titanic – Das Musical; als Zoser in Aida in Essen und  auf der Europatournee) hatte er die Rolle des ‚Wolfram von Eschenbach‘ in der Welturaufführung von Elisabeth – Die Legende einer Heiligen. Danach verkörperte er am Essener Colosseum Theater den ‚Sam‘ im Musical Mamma Mia!, damit zeigte der sonst auf die eher fiesen Rollen spezialisierte Däne eine weitere Facette seiner Darstellung. Für Oliver Twist komponierte er die Musik. 2009 und 2013 spielte er abermals den ‚Scrooge‘ in Vom Geist der Weihnacht in Düsseldorf sowie in der Weihnachtszeit 2011 in Füssen, München und in Frankfurt.

## Engagements (Auswahl)
- 1996: Miss Saigon (Kopenhagen) als Thuy
- 1997: Atlantis (Kopenhagen) im Ensemble
- 1997–1999: Les Miserables (Duisburg) als Thenardiér und Jean Valjean
- 1999: Little Shop of Horrors (Duisburg) als Zahnarzt
- 1999–2001: Tabaluga und Lilli (Oberhausen) als Arktos und Tyrion
- 2001: Vom Geist der Weihnacht (Oberhausen) als Scrooge
- 2002: Jesus Christ Superstar (Tecklenburg) als Judas
- 2002–2003: Titanic (Hamburg) als Yates, Barrett und Andrews
- 2004–2005: Aida (Essen) als Zoser
- 2006: Vom Geist der Weihnacht (Berlin) als Scrooge
- 2006–2007: Les Miserables (Detmold) als Jean Valjean
- 2007: Elisabeth – die Legende einer Heiligen (Eisenach) als Wolfram von Eschenbach
- 2007–2008: Mamma Mia (Essen) als Sam
- 2009: Vom Geist der Weihnacht (Düsseldorf) als Scrooge
- 2011: Vom Geist der Weihnacht (Füssen, München und Frankfurt) als Scrooge
- 2012: Die Päpstin (Fulda und Hameln) als Vater / Sergius
- 2012: Vom Geist der Weihnacht (Essen) als Scrooge
- 2013: Vom Geist der Weihnacht (Düsseldorf) als Scrooge
- Chess (Aarhus, Essen) als Anatoly, Arbeiter
- 2023: Vom Geist der Weihnacht (Festspielhaus Neuschwanstein) als Ebenezer Scrooge

## Diskografie
| - 1996: Miss Saigon - 1997: Atlantis - 1999: Tabaluga und Lilli - 2001: Vom Geist der Weihnacht - 2002: Titanic - 2003: Aida - 2004: Best of Musical! - 2007: Elisabeth – Die Legende einer Heiligen | - 2001: Vom Geist der Weihnacht – Aufnahme der Welturaufführung - 2009: Vom Geist der Weihnacht – Aufnahme aus dem Capitol Düsseldorf |